# Arsinoë I.

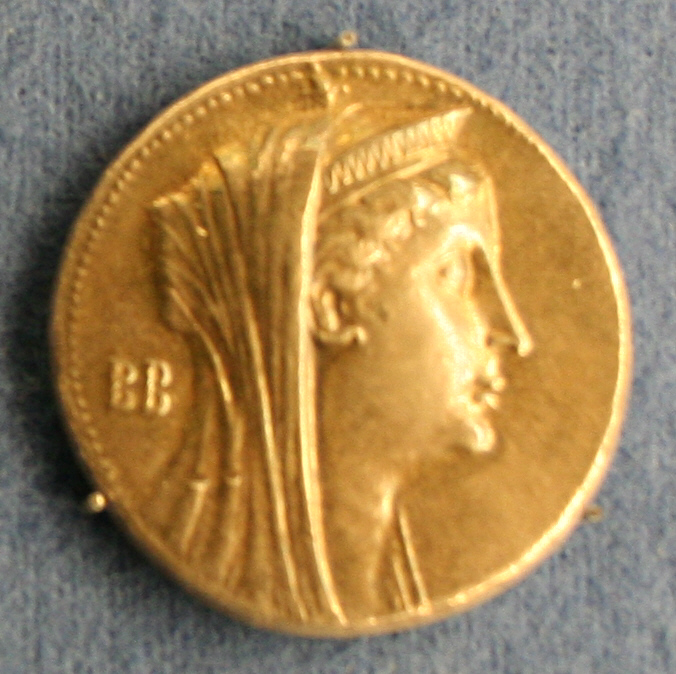
Dekadrachme Ptolemaios’ III. für Arsinoe I. (245 v. Chr.); Museum August Kestner, Hannover

Arsinoë I. (altgriechisch Αρσινόη Arsinóē; * etwa zwischen 305 und 295 v. Chr.; † nach 279 v. Chr.) war als Gattin des Ptolemaios II. eine Königin von Ägypten.

## Leben
Arsinoë I. war die Tochter des Königs Lysimachos von Thrakien. Der Name ihrer Mutter ist nicht überliefert. In der Forschung wird meist angenommen, dass sie eine Tochter der Nikaia, der ersten Gattin des Lysimachos, war.
Etwa zwischen 285 und 281 v. Chr. fand die Heirat zwischen Arsinoë I. und dem ägyptischen König Ptolemaios II. statt. Das Paar hatte drei Kinder:
- Ptolemaios III., seit 246 v. Chr. ägyptischer König
- Lysimachos († um 222 v. Chr.)
- Berenike die Jüngere, Ehefrau des Seleukidenherrschers Antiochos II.

Günther Hölbl nimmt an, dass Ptolemaios II. und Arsinoë I. noch einen weiteren Sohn gehabt hätten, der ihr ältester gewesen sei, nämlich Ptolemaios „den Sohn“, doch wird die Frage von dessen Abstammung unter Althistorikern äußerst kontrovers diskutiert. Werner Huß hält Ptolemaios „den Sohn“ für identisch mit Ptolemaios, dem Sohn des Lysimachos und der Arsinoë II. Hans Volkmann hält ihn dagegen für einen Sohn des Ptolemaios II. und der Arsinoë II. Es gibt noch weitere Theorien, u. a. dass Ptolemaios „der Sohn“ mit Ptolemaios III. identisch sei.
Arsinoë I. musste etwa zwischen 279 und 274 v. Chr. wegen eines angeblichen Komplotts zur Ermordung ihres Gatten in die Verbannung in das oberägyptische Koptos gehen. Ihre vermeintlichen Mitverschwörer, ein Amyntas und der rhodische Arzt Chrysippos, wurden hingerichtet. Die meisten Althistoriker nehmen an, dass sie einer Intrige ihrer Stiefmutter Arsinoë II. zum Opfer fiel. Die beiden Frauen kannten einander wohl recht gut, weil Arsinoë II. von etwa 300 bis 281 v. Chr. die dritte Gattin des Lysimachos gewesen war und dessen Tochter Arsinoë I. wahrscheinlich bis in 280er Jahre v. Chr. ebenfalls am Hof ihres Vaters gelebt hatte. Nachdem Arsinoë II. sodann vor ihrem neuen Gatten Ptolemaios Keraunos geflohen war, reiste sie 279 v. Chr. oder etwas später nach Ägypten. Vermutlich wollte sie nun erneut an die Macht kommen, beschuldigte daher ihre Stieftochter Arsinoë I. einer Verschwörung und nahm nach deren Verbannung selbst die Stellung der Ehefrau und vielleicht auch Mitregentin ihres Vollbruders Ptolemaios II. ein.
Die Stele des Senu-sher, des Verwalters einer Königin Arsinoë in Koptos, wird meist auf Arsinoë I. in der Zeit ihres Exils bezogen. Die dürftige Überlieferung macht keine Angaben, wann Arsinoë I. starb.
Die Verurteilung Arsinoës I. war so gründlich, dass Ptolemaios III. sich bei seiner Thronbesteigung 246 v. Chr., also mehr als eine Generation später, fälschlicherweise als Sohn von Ptolemaios II. und Arsinoë II. ausgab, sodass seine Mutter Arsinoë I. offiziell nicht unter den Ahnen der Ptolemäer auftaucht.

## Weblink
- Biographie von Christopher Bennett